# 向日葵 (台灣電影)
《向日葵》是一部由黃朝亮執導的台灣電影，由林逸欣、陳德烈和吳敏、吳廷宏等人主演。本片為社會關懷片，故事內容以行動不便老人們的生理、心靈問題層面著眼，西元2010年12月19日首度於公共電視台播放。

## 劇情大綱
彩霞、許董、高強、月桃姨、山貓五位行動不便的老人家，平時坐著輪椅生活於台北。五位老年人組成「夕曬幫」，閒來無事，便到公園相互閒聊，並談論夢想。一日，彩霞提議要到臺東太麻里看日出，眾人欣然同意。不過，彩霞屢屢向女兒蘇小琳提出這個請求，卻被小琳以彩霞的心臟健康及自己同時兼多分工作分身乏術為由，反對彩霞前往。同時夕曬幫眾人也多受到自身週遭家人的反對而遺憾作罷。正當彩霞決定要自行前往時，卻突然心臟病發，撒手人寰。之後，傷心欲絕的小琳在彩霞遺物中意外發現了彩霞堅持想要前往太麻里的秘密。於是她打算完成彩霞的遺願，毅然決然在瞞著夕曬幫的另外四位老人家的親屬之下，帶著他們前往台東太麻里進行一趟尋找夢想的「畢業之旅」。途中與小琳多次陰錯陽差接觸到的高強孫子高明、及山貓的粉絲兼民宿主人阿美也加入看日出的行列，展開了一連串美麗花東的冒險故事…

## 電影海報主要文宣
哪裡有陽光…哪裡就有溫暖…所以我們決定向著太陽去…

## 經典台詞
「日出每天都昇起等人來欣賞，但是有些人就像夕陽，你還來不及好好看看他，就已經落入黑暗。」

## 主要演員介紹
| 演員        | 角色                 | 背景 |
| ----------- | -------------------- | --- |
| 林逸欣      | 蘇小琳               | 女主角。綽號「方塊酥」，為了母親的長期需要的醫療費用，扛起一家的生計兼任加油站員、狗仔（當狗仔時化名「夾心酥」）、冒充高明女友等多項工作。並參與戲劇編劇，將母親彩霞與夕曬幫的故事搬上舞台。但途中彩霞過世，在發現母親堅持要到太麻里賞日出的秘密時，毅然決定帶領夕曬幫的老人家們前往花東。 |
| 陳德烈      | 高明                 | 男主角。高氏建設公司的第三代小開，看似花心但為人孝順。原先在加油站的口角及狗仔偷拍事件與蘇小琳水火不容，但在請小琳冒充女友跟祖父高強見面之後，開始對小琳產生好感。 |
| 涂台鳳      | 李彩霞               | 蘇小琳的母親。夕曬幫的五位老人家之一，的園長。在公園與其他人閒聊時，同時一邊打毛衣給其他老人穿。提議於7月19日上台東太麻里看日出。（警方詢問幼稚園員工時稱其為「李彩霞」，但寄給她的郵件封面上寫著「蘇彩霞」。）                                                                            |
| 高振鵬      | 高強                 | 高明的祖父。夕曬幫的五位老人家之一。講話，高明對他相當孝順。 |
| 吳敏        | 月桃                 | 夕曬幫的五位老人家之一。養著一隻名為「達樂」的，不過卻因高強的外傭蘿拉疏忽而走失，相當難過。 |
| 吳廷宏      | 吳廷宏（杜賴．瓦旦） | 夕曬幫的五位老人家之一。即北原山貓的吳廷宏，飾演自己本人，綽號「山貓」。很會抱怨、也很愛跟許董鬥嘴，雖然年紀一把，心中還是期待著能開演唱會。 |
| 東東阿貝    | 許進財               | 夕曬幫的五位老人家之一。遭到長子及幼子不情願的輪月撫養，後來被送進養老院。但個性開朗，常常跟山貓鬥嘴。很喜歡黏著彩霞。 |
| 杜詩梅      | 阿美                 | 北原山貓的粉絲，山貓後援會第四屆會長。經營民宿，巧遇投宿的小琳一行人，因為山貓的關係，希望能一起去看日出。 |
| 地球 (藝人) | 林小B                | 蘇小琳的朋友。提供蘇小琳一些她需要的情報，並在花東的旅程中匯錢給她。 |
| 廣豐男      | 許董長子             | 許董的長子。與次子輪月照顧許董，在誤以為許董被綁架時，只願出五萬的贖金。 |
| 陳惠樺      | 許董媳婦             | 許董長子之妻。 |
| 劉文貞      | 愛玉姐               | |
| 阮氏燕      | 阿阮                 | 照顧許董的外勞。 |
| 曾美吟      | 阿印                 | 照顧彩霞的外勞。 |
| 廖怡菁      | 蘿拉                 | 照顧高強的外勞。因疏忽弄丟了月桃的寵物犬「達樂」。 |
| 楊玉英      | 巴奈                 | |
| 黃顯庭      | 游導                 | 蘇小琳及高明所參與的劇團導演。 |
| 洪莉莉      | 小艾                 | |
| 王相猛      | 小黑                 | |
| 吳亦帆      | 假女友               | 高明花錢找去給祖父高強看的假女友。 |
| 呂婷婷      | 蘇小琳（幼年）       | 在回憶裡幼年時的蘇小琳。 |
| 余婉慧      | 李彩霞（年輕）       | 在回憶裡年輕時的李彩霞。 |
| 陳柏勳      | 立達                 | 在回憶裡年輕時的蘇小琳的父親。 |
| 王怡文      | 名模                 | 高明的大學同學。喜歡高明，進了高明的車談論建築公司代言公事，卻被偷拍誤傳為車床事件。 |
| 丁怡廷      | 主播                 | |
| 羅健民      | 警察1                | |
| 胡惠傑      | 警察2                | |
| 莊偉翔      | 警察3                | |
| 黃逸政      | 警察4                | |
| 范志明      | 警察5                | |
| 楊啟榮      | 配音1                | |
| 劉淑玉      | 配音2                | |

## 相關獎項
- 入圍2010年第45屆金鐘獎最佳攝影獎

## 其它事項
片中雖然資深演員脫線沒有出演，但其脫線牧場養殖的肉雞有被提及為民宿的餐桌上菜餚之一。

## 外部連結
- YouTube上的《向日葵》公視宣傳短片
- 豆瓣电影上《向日葵》的資料 （简体中文）
- 互联网电影数据库（IMDb）上《向日葵》的资料（英文）